# Tatort: Moltke
Moltke ist ein Fernsehfilm aus der Fernseh-Kriminalreihe Tatort der ARD und des ORF.
Der Film wurde vom WDR produziert und am 28. Dezember 1988 – einem Mittwoch – erstmals gesendet. Es ist die 214. Folge der Tatort-Reihe, die 19. mit den Kriminalhauptkommissaren Horst Schimanski (Götz George) und Christian Thanner (Eberhard Feik), und die erste Tatort-Folge, die mit dem Grimme-Preis ausgezeichnet worden ist. Anlässlich des 40. Sendejubiläums des Duisburger Tatorts strahlte der WDR am 25. Januar 2022 eine in HD abgetastete und digital restaurierte Folge aus.

## Handlung
Rückblende, November 1978: Vier maskierte Täter überfallen einen Supermarkt, während der Pole Zbiginiew Pawlak draußen als Fluchtfahrer im Fahrzeug wartet. Einer der Haupttäter ist Pawlaks Bruder, der bei der Flucht aus dem Supermarkt von einem Wachmann schwer verletzt wird. Der Wachmann wird von einem der anderen Täter, der seine Maske abnimmt, erschossen. Weil Pawlaks Bruder den Tatort nicht mehr aus eigener Kraft verlassen kann, kommt ein anderer der Täter hinzu und tötet ihn durch einen Kopfschuss. Da Pawlak seinen toten Bruder nicht allein zurücklassen wollte, wird er von der Polizei gefasst. Die übrigen drei Täter entkommen. Pawlak verriet seine Komplizen nie, was ihm – in Anlehnung an den gleichnamigen Generalfeldmarschall (genannt „Der große Schweiger“) – den Namen Moltke einbrachte.
Neun Jahre später fachsimpeln die Kriminalhauptkommissare Schimanski und Thanner vom Weihnachtseinkauf kommend über Außerirdische und Lichtjahre, als sie im Kofferraum ihres Dienstwagens den gefesselten Immobilien-Geschäftsmann Gerd Gress mit einer Flasche Danziger Goldwasser entdecken. Dieser Hinweis („Schweigen ist Gold“) bringt Schimanski auf den Verdacht, dass der kürzlich aus dem Gefängnis entlassene Moltke sich an seinen damaligen Mittätern rächen und Selbstjustiz verüben will. Schimanski vermutet richtig, dass Gress einer der drei Täter ist, hat allerdings keine Beweise, sodass Gress mit Hilfe seines Anwalts Stefan Cantz schnell wieder aus dem Verhör der Polizei herauskommt. Aufgrund der Weihnachtsfeierlichkeiten findet Schimanski keine Hilfe bei Thanner, da dieser eine Verabredung hat. Er sucht stattdessen die Kneipe von Moltkes Schwägerin Ariane auf, die mit dessen Bruder liiert war. Dort taucht auch Moltke auf, den Schimanski betrunken machen will, um mehr über die anderen Täter herauszubekommen. Thanner bändelt währenddessen mit Ariane an, weil seine eigentliche Verabredung nicht zustande gekommen ist. Moltke jedoch durchschaut das Spiel und gibt lediglich preis, dass die übrigen drei Täter nun angesehene Bürger seien, die „viel zu verlieren“ hätten.
Schimanski glaubt, dass Ariane mehr weiß als sie zugibt und inszeniert in einem Saunaclub eine Gegenüberstellung mit Gress, den er von Schäfer beschatten ließ. Der Saunaclub gehört Bachmann, dem zweiten Täter, der beim Überfall unmaskiert auf den Wachmann geschossen hatte. Thanner ist von Schimanskis Alleingängen verärgert und verschwindet mit Ariane, Schimanski versucht derweil, Gress und dessen Freunde nervös zu machen, hat aber damit wenig Erfolg, da wiederum Rechtsanwalt Stefan Cantz auftaucht und ihn in die Schranken weist.
Parallel zum Verlauf des Geschehens taucht immer wieder ein unbekannter blonder Mann auf, der einen schwarzen VW Golf fährt und den Ariane anscheinend kennt. Sie offenbart Schimanski, dass es sich um ihren Partner handele, der extrem eifersüchtig sei und sie auf Schritt und Tritt verfolge. Als Ariane von ihrem Partner eine blutige Nase geschlagen bekommt, nimmt Schimanski sie zur Sicherheit mit in seine Wohnung, da Thanner nicht zuhause ist. Dort findet er eine zweite Flasche Danziger Goldwasser und einen Flyer des Saunaclubs. Schimanski begibt sich sofort dorthin und findet Bachmann im Liegestuhl gefesselt vor. Bevor er jedoch etwas erfahren kann, wird er niedergeschlagen und in der Sauna eingesperrt. Als ihm Thanner zur Hilfe kommt, liegt Bachmann ertränkt im Pool. Wiederum fällt der Verdacht auf Moltke, der nun von der gesamten Duisburger Polizei gejagt wird. Schimanski wird wegen Befangenheit die Ermittlungsbefugnis von Königsberg entzogen.
Schimanski versucht Moltke, der für seinen Lebensunterhalt als Tierpfleger in einem Zirkus arbeitet, auf eigene Faust zu stellen, bezahlt seinen Versuch jedoch beinahe mit dem Leben, da er sich eingesperrt in einem Raubtierkäfig mit Löwen und Tigern wiederfindet und abermals von Thanner gerettet werden muss. Während Thanner zwar Schimanski deckt, jedoch nur Moltkes Verhaftung im Sinn hat, wendet sich Schimanski an den Pfarrer der polnischen Mission, zu dem Moltke als gläubiger Mensch Vertrauen hat, und findet dadurch dessen Versteck in einer Gartenkolonie. Während er dort auf Moltke wartet, taucht Gress mit einem Schrotgewehr auf und glaubt, auf Moltke zu schießen, der aber hinter ihm auftaucht. Gress, der somit aufgeflogen ist, schießt Moltke ins Bein und flüchtet von Schimanski verfolgt, bevor er von seinem unbekannten Partner aus einem schwarzen Golf heraus mit einem Kopfschuss hingerichtet wird. Schimanski findet den verletzten Moltke in der Kirche seines Beichtvaters und appelliert an seine Gläubigkeit. Nachdem Thanner, der durch ein mitgehörtes Telefongespräch von Schimanskis Aktion erfahren hat, die Umstellung der Kirche anordnet, schließen Schimanski und Moltke einen Pakt: Schimanski lässt sich von Moltke als Geisel nehmen, um aus der Kirche zu fliehen und im Gegenzug verrät Moltke den Namen des dritten Täters. Der Plan geht auf, beide entkommen der Polizei und Moltke weist Schimanski an, zu Königsberg zu fahren, bei dem Rechtsanwalt Stefan Cantz mit Familie und seinem Vater, dem Gerichtspräsidenten a. D. und Freund Königsbergs, zu Besuch ist.
Nachdem Moltke Schimanski im Aufzug k. o. geschlagen hat, gelingt es ihm, über die Terrasse in Königsbergs Wohnung einzudringen, wo sich herausstellt, dass Stefan Cantz der dritte Täter ist, der Moltkes Bruder damals ermordet hat. Als Cantz über das Hausdach zu fliehen versucht, wird er von Schimanski gestellt. Es kommt zum Showdown zwischen Moltke, Cantz und Schimanski, bei dem Moltke Cantz vom Dach zu werfen versucht. Mit der Erinnerung an das biblische Gebot Du sollst nicht töten kann Schimanski ihn jedoch in letzter Sekunde davon abbringen. Cantz wird verhaftet, sein gebrochener Vater, der Schimanski zuvor noch wegen eines Verstoßes gegen die Grundrechte gerügt hat, geht beschämt seiner Wege. Außerdem stellt sich heraus, dass Cantz einen schwarzen Golf fährt, bei dem es sich nur zufällig um das gleiche Modell handelt wie bei Arianes Partner.

## Hintergrund
Den titelgebenden Spitznamen erhielt Pawlak für seine beharrliche Aussageverweigerung bei der Vernehmung zum Raubfall von 1978 unter Bezug auf den früher volkstümlichen Beinamen des preußischen Feldmarschalls Helmuth Karl Bernhard von Moltke, „der große Schweiger“.
Dieter Bohlen singt in dieser Folge dreimal seine Komposition Silent Water (von Blue System) und ist als der Blonde im schwarzen Golf zu sehen, den Schimanski anfänglich als Täter verdächtigt. Eine Phantomzeichnung von Bohlen wird unter Anspielung auf seinen Status als Star scherzhaft Starschnitt genannt.
Es existieren zwei verschiedene Soundtrackfassungen. Die DVD enthält eine Urfassung des Titels Silent Water. Die Refrains in der vorab produzierten Fassung des Lieds wurden von Michael Scholz gesungen. Nur diese Version lag während der Postproduktion von Moltke vor. Erst kurz vor Ausstrahlung ließ Dieter Bohlen die Refrains durch Rolf Köhler auf die gemasterte Endfassung des Songs singen. Einige Masterbänder mit der ursprünglichen Fassung waren jedoch beim WDR und weiteren Sendestationen bereits in Umlauf gebracht worden, wodurch es zwei Versionen gibt, die nach dem Zufallsprinzip zur Ausstrahlung kommen. 
Drehort der Szenen vor der Kirche der polnischen Mission war die katholische Bonifatiuskirche in Duisburg-Hochfeld. Die Szenen im Innenraum der Kirche wurden in der Münchner evangelischen Kirche St. Lukas gedreht. Die Szenen rund um die Wohnung von Karl Königsberg wurden in der Denkmalstraße in Duisburg-Duissern gedreht. Das Gartengelände, in dem sich Moltke versteckt, befindet sich in Duisburg-Bruckhausen.
Bei den Raubtierszenen wirkte der Schweizer Tiertrainer René Strickler mit.

## Auszeichnungen
- Adolf-Grimme-Preis in Gold an Hajo Gies (Regie) sowie Götz George und Eberhard Feik (Darstellung)[4]